# Alfred Artur Krauskopf
Alfred Artur Krauskopf (* 12. Juni 1904 in Uszballen im Kreis Tilsit/Pogegen, heute Bezirk Tauragė, Litauen; † 10. Mai 2000 in Epfach) war ein deutscher, evangelischer Pfarrer und Maler.

## Leben
Krauskopf wuchs im ostpreußischen Bartoszyce (dt. Bartenstein) auf. Von 1923 bis 1929 studierte er Theologie und Philosophie an den Universitäten in Königsberg, Göttingen und Jena, außerdem ein Semester Koptologie in Göttingen. Ab 1929 verband ihn eine Freundschaft mit der späteren Kinderärztin Helga Topp (1907–1994). Im Juli 1929 legte Krauskopf sein 1. theologisches Examen in Jena ab. Es folgte bis Mitte September 1930 der Besuch des Priesterseminars in Eisenach und ein kurzer Aufenthalt in England zu religionspsychologischen Studien. Im September 1930 erfolgte seine Ordination in der Thüringer Evangelischen Kirche, woraufhin er ab dem 16. September 1930 als Hilfsprediger in Magdala wirkte. Sein 2. theologisches Examen legte er im Juni 1931 in Eisenach ab. Er promovierte sodann am 23. April 1932 zum Dr. theol. in Jena. Ab dem 1. Juli 1934 war er in Magdala Pfarrer. 
Beim „Treffen der deutschen Soziologen“ am 6. und 7. Januar 1934 in Jena, das der Anpassung der Soziologie an die Anforderungen des Nationalsozialismus diente, hielt Krauskopf den Vortrag „Die gegenwärtigen Probleme der Religionssoziologie“. Darin forderte er eine erneuerte Soziologie, deren Errungenschaften auf gesellschaftliche und politische Zielsetzungen anzuwenden sei, um damit eine quasi-religiöse Verankerung der neuen Volkstumsidee im Bewusstsein der Bevölkerung zu bewirken.
Nach dem Krieg wurde er von der Militärregierung der Alliierten von April bis September 1945 als Bürgermeister von Magdala eingesetzt.
Von August 1958 bis Februar 1959 war Krauskopf in ein Strafverfahren verwickelt; er kam in Untersuchungshaft und wurde wegen Verstoßes gegen die Approbationsordnung für Ärzte verurteilt und nach Ost-Berlin entlassen; er erhielt eine auf drei Tage befristete Aufenthaltsgenehmigung in Magdala.
Aus gesundheitlichen Gründen wurde er am 1. September 1961, 57-jährig, in den Ruhestand versetzt. Nach einer erfolgreichen Übersiedlung nach Westberlin im Jahre 1963 zog er 1971 nach Epfach bei Landsberg am Lech um, wo er am 10. Mai 2000 verstarb.

## Künstlerisches Wirken
In den 1930er Jahren beschäftigte sich Krauskopf neben seinen beruflichen Ambitionen mit der Malerei und war Meisterschüler und Freund von Hugo Gugg an der Staatlichen Hochschule für Bildende Künste in Weimar. Krauskopf war mit Ilse Barbey verheiratet, die seinen künstlerischen Nachlass verwaltete und einen Teil der Sammlung dem Stadtmuseum Eilenburg übereignete. Weitere 40 Werke wurden der Kirchgemeinde von Magdala übereignet, wo sie in der Stadtkirche St. Johannis seit Mai 2013 der Öffentlichkeit gezeigt werden.

## Schriften
- Die Religionstheorie Sigmund Freuds. Ihre psychologischen Grundlagen und metapsychologischen Wertungsgesichtspunkte. Jena 1933. (Zugleich: Jena, Theologische Diss., 1932).
- Die Religion und die Gemeinschaftsmächte. Gegenwartsfragen der Religionssoziologie. Teubner, Leipzig/Berlin 1935.